# Ентро
Ентро̀ (на италиански и на френски: Introd, на местен диалект: Euntrou, Еунтроу) е село и община в Северна Италия, автономен регион Вале д'Аоста. Разположено е на 880 m надморска височина. Населението на общината е 635 души (към 2010 г.).